# 陳玉金
陳玉金（？—），台灣兒童繪本作家，童書作家，圖畫書作家，兒童文學學者。著有多本繪本著作，與介紹繪本作家的著作、專欄文章。

## 學歷
- 臺東大學兒童文學研究所博士[5]

## 經歷
- 2014年陳玉金與何華仁、李明足、祝建太、邱承宗、孫心瑜、黃郁欽、陶樂蒂、陳維霖等作家一起擔任由宜蘭縣政府文化局舉辦的蘭陽繪本創作營講師。[6]
- 陳玉金與莊世瑩、曹益欣、曹銘宗、許育榮、楊麗玲一起擔任國家圖書館《創作繪本，掉進時光長廊－上學去、放學後、放假了，創作分享》的講師[7]
- 2018樂齡愛閱「活化黃金生命」故事繪本營，陳玉金擔任講師[8]。
- 2020兒童文學寫作培力工作坊，陳玉金與林哲璋、亞平、林世仁、陳素宜擔任講師[9]。
- 2020陳玉金與崔永嬿、廖健宏、藍劍虹、譚淑娟擔任第一屆「好繪芽獎」初審評審[10]
- 2021 編輯、研究臺灣繪本到參與創作的經驗之路，講師：陳玉金[11]
- 2024 講座：台灣童書類型出版與趨勢觀察，陳玉金主講[12]

## 作品

### 繪本
- 2014《一起去看海》和英文化[13]
- 2015《毛公鼎是怎麼到博物館》小典藏
- 2015《繪本原創力》天衛文化
- 2015《那年冬天》文：陳玉金，圖：呂游銘
- 2018《一起看電影》文：陳玉金，圖：呂游銘

### 書籍
- 2020《臺灣兒童圖畫書發展與興起史論（1945~2016）》文：陳玉金[14]

### 論文
- 2007 文學作品繪本化-拓展或限制？
- 2008 「漢聲精選世界最佳兒童圖畫書」《媽媽手冊》看鄭明進的圖畫書論述
- 2008 銜接圖象，進入文字閱讀的橋梁書
- 2010 試析《帕拉帕拉山的妖怪》新舊版的視覺方向設計〉
- 2010 一定要導讀嗎？-台灣圖畫書導讀現象探討
- 2010 從《爺爺和我》中譯本看以兒童為隱含讀者對出版的影響
- 2012 何華仁—用版畫和繪本紀錄臺灣野鳥—用圖畫說故事的人之十二
- 2013 2012臺灣童書出版觀察報告[15]

## 展覽
- 2017年5月4日~6月4日與曹益欣、汪菁、黃麟傑等翻繪本成員在順天外科醫院舉辦【愛上繪本】聯展(團體)。

## 相關
- 【童書新樂園】版主
- 【翻繪本】成員